# Charnockiti (suite delle)
La suite delle charnockiti è un gruppo di rocce in parte magmatiche intrusive e in parte ricristallizzate in facies metamorfica di alto grado, di varia composizione, caratterizzate dalla presenza dell'ortopirosseno (o di fayalite più quarzo), da una grana grossa e dal carattere pertitico dei feldspati alcalini. Sono quasi sempre di colore scuro.

## Etimologia
Il termine charnockite fu coniato da Holland T.H. nel 1900 e deriva dal nome del fondatore di Calcutta Job Charnock, la cui tomba nella St John's Church è formata da questa roccia.

## Caratteri mineralogici e tessiturali
Si possono definire le charnockiti come varianti anidre a grana grossa delle rocce magmatiche intrusive sature e soprassature di silice (SiO2) del triangolo superiore del diagramma QAPF. Dal punto di vista tessiturale manca la caratteristica tessitura ipidiomorfa delle rocce intrusive: i cristalli hanno quasi tutti forme anedrali, per cui si possono definire le charnockiti come dei granofels. La tessitura è spesso il risultato di una sovraimpressione metamorfica posteriore, molto diffusa nelle charnockiti precambriane, che variano da forme massive e non foliate a forme da debolmente a fortemente foliate.

I principali componenti sono i feldspati alcalini e il quarzo, con subordinate quantità di ortopirosseno ricco in ferro (quasi sempre iperstene) e plagioclasio. I feldspati hanno comunemente colori insolitamente scuri (verde scuro, bruno, rosso e talvolta quasi nero) e un'apparenza "untuosa" e sono pertitici. Le pertiti sono strutture tipiche dei feldspati alcalini che si formano ad alta temperatura e raffreddano lentamente; a basse temperature la miscibilità allo stato solido di feldspato alcalino e plagioclasi si riduce notevolmente. Si ha così la formazione di due fasi distinte, che danno origine a cristalli di una delle due fasi con all'interno smescolamenti sotto forma di gocce, plaghe irregolari, lamelle ecc. dell'altra fase. Nelle pertiti s.s. è Il feldspato alcalino ad ospitare minori quantità di plagioclasio, nelle antipertiti avviene il contrario. Nelle mesopertiti le due fasi si trovano in quantità circa uguali.

Il principale o unico componente femico è l'ortopirosseno, solitamente l'iperstene, ma esso può mancare ed essere sostituito da fayalite, quasi sempre alterata, e quarzo. Quest'ultimo mostra spesso macroscopicamente un'insolita opalescenza bluastra, dovuta alla presenza di minutissimi aghi di rutilo, apparentemente formatisi per smescolamento del titanio (TiO2), originariamente disciolto nel quarzo ad alta temperatura. 

Come accessori possono essere presenti anche clinopirosseno, granato, apatite e ilmenite.

## Classificazione delle charnockiti e problemi correlati

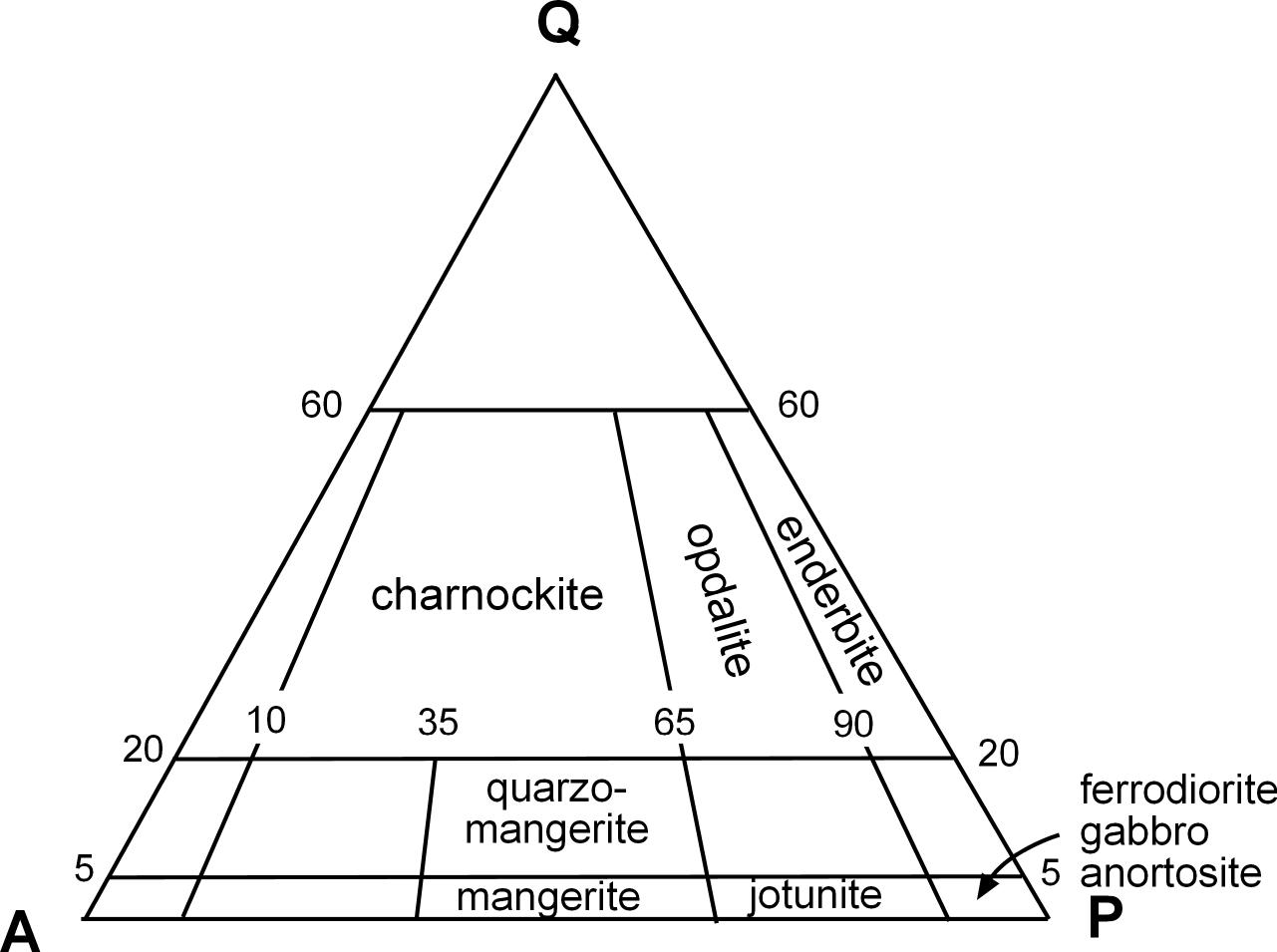
Diagramma QAPF con i nomi delle rocce della serie delle charnockiti. Tratto da B. Ronald Frost (2007).

L'uso diverso che si è fatto nel tempo del termine "charnockite" ne ha stravolto il significato. Questo perché tale termine si riferisce sia a rocce "granitiche" sia a rocce granulitiche. Le charnockiti sono rocce granitiche che si rinvengono in terreni granulitici e sono spesso associate a graniti comuni; questo fatto ha indotto molti autori a ritenere il termine charnockite come sinonimo di granulite, causando una grande confusione. La terminologia classica delle charnockiti è rappresentata nello schema a sinistra, che ricalca la parte superiore del diagramma QAPF. Alcuni di questi termini non sono stati sempre universalmente riconosciuti, sostituiti da termini locali ormai obsoleti.
La "Sottocommisione per la classificazione delle rocce ignee" dell'IUGS propone di utilizzare, accanto ai termini classici, i termini generici presi dal diagramma QAPF delle rocce intrusive, con l'aggiunta del prefisso "ortopirosseno":
| campo QAPF | nome generico                                       | nome speciale                 |
| ---------- | --------------------------------------------------- | ----------------------------- |
| 2          | ortopirosseno-granito alcalifeldspatico             | charnockite alcalifeldspatica |
| 3          | ortopirosseno-granito                               | charnockite                   |
| 4          | ortopirosseno-granodiorite                          | opdalite o charno-enderbite   |
| 5          | ortopirosseno-tonalite                              | enderbite                     |
| 6          | ortopirosseno-sienite alcalifeldspatica             | --                            |
| 7          | ortopirosseno-sienite                               | --                            |
| 8          | ortopirosseno-monzonite                             | mangerite                     |
| 9          | monzonorite (ortopirosseno-monzodiorite)            | jotunite                      |
| 10         | norite (ortopirosseno-diorite) anortosite (se M<10) | --                            |

La presenza di vari tipi di pertiti pone il problema di come distribuirle tra i vertici A (alcalifeldspato) e P (plagioclasio). La sottocommisione raccomanda di seguire la seguente modalità:
- pertite: assegnare ad A dato che il maggiore costituente è il feldspato alcalino;
- mesopertite: assegnare in parti uguali ad A e P dato che la quantità di feldspato alcalino e di plagioclasio (normalmente oligoclasio o andesina) sono grosso modo le stesse;
- antipertite: attribuire a P dato che il maggiore costituente è l'andesina con minore albite come feldspato alcalino[4].

Per le charnockiti contenenti mesopertite come feldspato l'IUGS suggerisce di aggiungere il prefisso m- davanti al nome (es: m-enderbite).

## Ambiente geodinamico e origine delle charnockiti
Buona parte dei granitoidi charnockitici sono tra i principali componenti di un insieme di rocce strettamente associate in un complesso noto come AMCG: Anortositi-Mangeriti-Charnockiti-(rapakivi) Graniti. Questi complessi hanno avuto un ruolo cruciale nella formazione ed evoluzione della crosta proterozoica. Tuttavia, anche se intimamanente associate ad anortositi massive, le charnockiti sono generalmente considerate provenire da sorgenti diverse del magma.
Dal punto di vista geochimico le charnockiti coprono quasi l'intero campo chimico dei granitoidi, da magnesiaci a ferrici e da calcici ad alcalini. Questa varietà è un riflesso dei molti meccanismi che producono le charnockiti. Esse possono formarsi in ambiente di rifting continentale, dove lo studio dei rapporti isotopici suggerisce che esse siano derivate interamente o largamente dalla differenziazione di magmi tholeiitici, ma si trovano anche in zone di subduzione, in archi magmatici profondamente erosi. Questo secondo ambiente geodinamico sarebbe dimostrato dalla comparsa frequente di charnockiti lungo il margine di cratoni archeani. Rajes (2012), sulla base dei dati geochimici e della loro variazione dal Neoarcheano al Neoproterozoico, ritiene che il magmatismo charnockitico registri la crescita crostale della placca indiana lungo margini continentali attivi per subduzione e accrezione di archi magmatici. Bohlender et al. (1992) ritengono invece queste charnockiti come equivalenti magmatici profondi di alto grado delle rocce a basso grado superficiali della crosta come risultato di un evento di inspessimento crostale.

Alcuni magmi charnockitici si possono formare per fusione crostale oppure possono avere incorporato importanti quantità di fusi crostali. È stato riconosciuto (Duchesne et al., 1989; Wilmart et al., 1989; Owens et al., 1993) che alcune rocce charnockitiche possono derivare da un magma intermedio tra monzodioritico e ferrodioritico (jotunitico), le cui origini sono controverse. Esso potrebbe derivare da una sorgente crostale per fusione parziale di rocce basiche o essere un magma residuale, dopo la formazione delle anortositi massive, che è stato contaminato in vario grado da materiale crostale.

Secondo Kilpatrick e Ellis (1992) le charnockiti ignee rappresentano un gruppo distinto di rocce ignee intrusive, il Tipo Magma Charnockitico (CMT o tipo C), il quale, oltre che dalla peculiare composizione mineralogica anidra, è caratterizzato, a differenza dei magmi granitici di tipo I, S e A e delle charnockiti metamorfiche, da una distintamente maggiore abbondanza di K2O, TiO2, P2O5 ed elementi litofili a grandi ioni (LILE) e da minore CaO. La mineralogia e la geochimica sono indicativi dell'origine da una fusione parziale e frazionamento ad altissima temperatura. Kilpatrick e Ellis individuano l'origine di questi magmi tipo C dalla fusione di una sorgente granulitica "fertile", arricchita in LILE e priva o quasi di orneblenda, che non è stata in precedenza impoverita da eventi di fusione parziale, ma che è stata deidratata da un più vecchio evento metamorfico.

L'uso del termine "incipiente charnockite" è relativo a zone di deidratazione metamorfica di colore verde scuro a granato e ortopirosseno (Pichamuthu, 1960), che hanno l'aspetto e la mineralogia simile a quella delle charnockiti dell'India del Sud. Queste zone, che si manifestano alla scala da centimetrica a multimetrica all'interno di gneiss granitoidi, sono state documentate in varie zone del mondo in terreni a facies granulitica. Studi geochimici sulle zone di deidratazione e sugli gneiss che le ospitano indicano che l'associazione mineralogica ad ortopirosseno si trova in rocce granitoidi. Tuttavia l'ortopirosseno in queste rocce è il prodotto di una reazione di deidratazione metamorfica che coinvolge la rottura di orneblenda, biotite o granato con la comparsa di ortopirosseno e/o clinopirosseno. Il caratteristico sviluppo di queste zone di deidratazione nella transizione prograda dalla facies anfibolitica a quella granulitica suggerisce che la reazione è tipica del metamorfismo in facies granulitica e implica la migrazione di fluidi, in particolar modo di acqua. Dunque non si tratta di rocce provenienti da un magma charnockitico e il termine "incipiente charnockite" andrebbe abbandonato.

## Distribuzione e usi delle charnockiti
In Italia:

In Italia charnockiti (ortopirosseno-graniti) permo-carbonifere affiorano in piccole masse nel complesso intrusivo mafico della Zona Ivrea Verbano, tra le medie Valsesia e Valle Sessera (Monte Barone, Monte Luvot, Castello di Gavala).
Nel mondo:

Le charnockiti sono ampiamente distribuite nei cratoni dell'emisfero meridionale. Altre charnockiti, o rocce simili ad esse, si trovano anche in Norvegia, Svezia, Scozia, Germania, Francia e in molte località del Nordamerica, sebbene in queste nazioni siano state descritte spesso con nomi diversi. L'età prevalente è precambriana. Non mancano tuttavia esempi di charnockiti più recenti (paleozoiche e mesozoiche).
 
Di seguito alcuni dei principali affioramenti di charnockiti nel mondo con l'età (dove conosciuta).
- Niligiri Hills, Shevaroys, Biligirirangan Hills e parte dei Ghati occidentali, India
- Amaravathi, Ghati orientali, India meridionale
- Isola Ardery, Isole Windmill, Antartide
- Ballachulish, Highlands scozzesi occidentali (412 Ma)
- Bjerkreim, Norvegia meridionale (930 Ma)
- Bunger Hills, Antartide orientale (Proterozoico)
- Desbiens, Québec settentrionale, Canada (2723 Ma)
- Dindigul, India meridionale
- Fiordland, Isola del Sud, Nuova Zelanda (Cretacico inferiore)
- Hidderskog, SW della Norvegia (1160 Ma)
- Ironside Klamath Mountains, California, USA (170 Ma)
- Kabbaldurga, Mysore, India (Archeano sup.)
- Laramie Mountains, Wyoming, USA (1435 Ma)
- Isole Lofoten, Norvegia (1950 Ma)
- Louis Lake, Wind River Range, Wyoming, USA (2630 Ma)
- Madras, India del Sud (2500 Ma)
- Mawson Mawson Coast, Antartide (Meso–NeoProterozoico)
- Minto, Québec settentrionale, Canada (2725, 2688 Ma)
- Brasile sudorientale (625 Ma)
- Sherman Laramie Range, Wyoming, USA (1435 Ma)
- Thor Range, Terra della Regina Maud, Antartide (500 Ma)
- Varberg, SW Svezia (1400 Ma)
- Utsalik, Québec settentrionale, Canada (2725 Ma)
- Sri Lanka settentrionale
- Natal, Sudafrica (meso-Proterozoico)[2]